# Teresa Wilson
Teresa Wilson amerikai softballjátékos és -edző. 1980 és 1983 között a Missouri Tigers játékosa volt; az NCAA I-es divíziójában töltött évei alatt ő vezette a kiérdemelt pontok átlagának, valamint a séták és ütések arányának ranglistáját. Több egyetemi egyesület mellett National Pro Fastpitch-beli csapatok vezetőedzője is volt.

## Pályafutása
Legnagyobb sikereit a Washingtoni Egyetemen érte el; csapatai hatszor jutottak ki a Women’s College World Seriesre, amit 1996-ban és 1999-ben megnyertek. Mivel a csapat orvosa helytelenül adott ki vényköteles gyógyszereket a játékosoknak, Wilsont kirúgták; nemi diszkrimináció vádjával keresetet adott be, de a bíróság az egyetem javára döntött.
Az Oregoni Egyetem csapata 1989-ben jutott ki a Women’s College World Seriesre. 2009 és 2011 között az Arizonai Egyetem pitchereinek edzője volt.
2017-ben egy kínai sajtótájékoztatón bejelentették, hogy a Beijing Eagles első vezetőedzője Wilson lesz.

## Statisztika
| Év        | W  | L  | GP | GS | CG | SHO | SV | IP    | H   | SR | ER | BB | SO  | ERA  | WHIP |
| --------- | -- | -- | -- | -- | -- | --- | -- | ----- | --- | -- | -- | -- | --- | ---- | ---- |
| 1982      | 25 | 11 | 37 | 30 | 30 | 18  | 0  | 249,1 | 113 | 25 | 12 | 25 | 221 | 0,33 | 0,55 |
| 1983      | 25 | 10 | 39 | 29 | 29 | 14  | 3  | 249,2 | 122 | 28 | 14 | 21 | 241 | 0,39 | 0,57 |
| Összesen: | 50 | 21 | 76 | 59 | 59 | 32  | 3  | 499,0 | 235 | 53 | 26 | 46 | 462 | 0,36 | 0,56 |

## Eredményei vezetőedzőként
| Szezon                                                                             | Eredmény                                   | Eredmény                                   | Helyezés                                   |
| Szezon                                                                             | Összesen                                   | Konferencia                                | Helyezés                                   |
| Oregon Ducks (Northern Pacific Conference)                                         | Oregon Ducks (Northern Pacific Conference) | Oregon Ducks (Northern Pacific Conference) | Oregon Ducks (Northern Pacific Conference) |
| ---------------------------------------------------------------------------------- | ------------------------------------------ | ------------------------------------------ | ------------------------------------------ |
| 1986                                                                               | 17–30                                      | 2–8                                        | –                                          |
| Oregon Ducks (Pacific-10 Conference)                                               |                                            |                                            |                                            |
| 1987                                                                               | 23–30                                      | 2–8                                        | 4.                                         |
| 1988                                                                               | 32–26                                      | 9–11                                       | 3.                                         |
| 1989                                                                               | 52–18                                      | 13–7                                       | 2.                                         |
| Oregon:                                                                            | 107–74 (.591)                              | 24–26 (.480)                               | –                                          |
| Minnesota Golden Gophers (Big Ten Conference)                                      |                                            |                                            |                                            |
| 1990                                                                               | 31–32                                      | 12–12                                      | –                                          |
| 1991                                                                               | 48–27                                      | 20–4                                       | –                                          |
| Minnesota:                                                                         | 79–59 (.572)                               | 32–16 (.667)                               | –                                          |
| Washington Huskies (Pacific-10 Conference)                                         |                                            |                                            |                                            |
| 1993                                                                               | 31–27                                      | 7–18                                       | 7.                                         |
| 1994                                                                               | 44–21                                      | 14–10                                      | 3.                                         |
| 1995                                                                               | 50–23                                      | 17–11                                      | 3.                                         |
| 1996*                                                                              | 59–9                                       | 23–4                                       | 1.                                         |
| 1997*                                                                              | 50–19                                      | 16–11                                      | 3.                                         |
| 1998*                                                                              | 52–15                                      | 19–9                                       | 2.                                         |
| 1999*                                                                              | 51–18                                      | 15–12                                      | 3.                                         |
| 2000*                                                                              | 62–9                                       | 17–4                                       | 1.                                         |
| 2001                                                                               | 40–23                                      | 11–10                                      | T–3.                                       |
| 2002                                                                               | 46–18                                      | 13–8                                       | 3.                                         |
| 2003                                                                               | 47–16–1                                    | 9–12                                       | 4.                                         |
| Washington:                                                                        | 532–198 (.729)                             | 161–109 (.596)                             | –                                          |
| Texas Tech Red Raiders (Big 12 Conference)                                         |                                            |                                            |                                            |
| 2005                                                                               | 25–35                                      | 3–15                                       | 9.                                         |
| 2006                                                                               | 19–35                                      | 4–13                                       | 9.                                         |
| 2007                                                                               | 24–27                                      | 4–12                                       | 9.                                         |
| 2008                                                                               | 23–36                                      | 8–10                                       | 9.                                         |
| Texas Tech:                                                                        | 89–123 (.420)                              | 19–50 (.275)                               | –                                          |
| Összesen:                                                                          | 828–484 (.630)                             | –                                          | –                                          |
| Jelmagyarázat: Konferenciaszezon-bajnok * Kijutás a Women’s College World Seriesre |                                            |                                            |                                            |

## Fordítás
- Ez a szócikk részben vagy egészben  a   Teresa Wilson című angol Wikipédia-szócikk ezen változatának fordításán alapul.  Az eredeti cikk szerkesztőit annak laptörténete sorolja fel. Ez a jelzés csupán a megfogalmazás eredetét és a szerzői jogokat jelzi, nem szolgál a cikkben szereplő információk forrásmegjelöléseként.